# Le Mari de la femme à barbe
Pour plus de détails, voir Fiche technique et Distribution.
Le Mari de la femme à barbe (titre original : La donna scimmia) est un film italien réalisé par Marco Ferreri, sorti en 1964 et inspiré de la vie du phénomène de foire Julia Pastrana.

## Synopsis
Un modeste Napolitain rencontre une jeune femme à la pilosité excessive (hypertrichose). Il l'exhibe dans les foires et l'épouse. C'est alors qu'il reçoit l'alléchante proposition d'un impresario français.
Restauré en 2017, ce film longtemps introuvable est proposé avec trois fins, une italienne censurée où le film se termine par la mort de la femme et de son bébé, une italienne non censurée où le mari récupère les cadavres embaumés de la mère et de l'enfant pour poursuivre son commerce de foire aux monstres, une française, où la femme redevient normale à la suite de l'accouchement, et où le mari se plaint du manque à gagner. Le médecin accoucheur finit par lui procurer une place de docker au port.

## Fiche technique
- Titre : Le Mari de la femme à barbe
- Titre original : La donna scimmia
- Réalisation : Marco Ferreri
- Scénario : Marco Ferreri et Rafael Azcona
- Producteur : Carlo Ponti
- Musique : Teo Usuelli
- Photographie : Aldo Tonti
- Montage : Mario Serandrei
- Pays d'origine :  Italie
- Format : Noir et blanc - 1,33:1 - Mono - 35 mm
- Genre : Film dramatique
- Durée : 100 minutes
- Dates de sortie :
  -  France : 24 juin 1964

## Distribution
- Ugo Tognazzi : Antonio Focaccia
- Annie Girardot : Maria
- Eva Belami
- Ermelinda De Felice
- Achille Majeroni
- Filippo Pompa Marcelli
- Elvira Paolini
- Ugo Rossi

## Autour du film
- Lors de la sortie, le box-office fut plutôt médiocre.